# Историја ромске књижевности (књига)
Историја ромске књижевности књига је аутора Рајка Ђурића (ромс. Raiko Juric) објављена 2010. године коју је објавила издавачка кућа КОВ - Књижевна општина Вршац из Вршца.

## О писцу
Рајко Ђурић је рођен у Малом Орашју, 3. октобра 1947, умро у Београду, 2. новембара 2020. године. Био је српски писац, политичар и председник Уније Рома Србије. Био је и председник Међународне ромске уније и генерални секретар Ромског центра Међународног ПЕН центра.

## О књизи
Књига Историја ромске кљижевности је прва књига која се бави историјом ромске кљижевности. У њој је представљено више од сто писаца и њихових дела, насталих и објавњених у разним европским земљама.
Историја ромске кљижевности је прво имала немачко издања, затим преводе на румунски и мађарски. Српско издање је проширено новим подацима и сазнањима о ромским ауторима и њиховим делима.
Аутор је у књизи дао преглед ромске народне књижевности, настанак и развој ромске књижевности по земљама, почев од Шпаније и Енглеске, бившег СССР-а и Југославије, па до Шведске и Финске и ваневропских земаља, Канаде и САД.
У књизи се налази на једанаест страница текст Јована Ћирилова под насловом О аутору књиге.